# Omicidio di JonBenét Ramsey

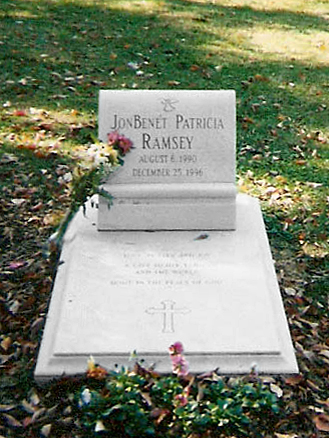
Tomba di JonBenét Ramsey situata nel cimitero episcopale di San Giacomo a Marietta (Georgia)

L'omicidio di JonBenét Patricia Ramsey è un delitto rimasto irrisolto commesso il 25 dicembre 1996 nel quale una bambina di sei anni venne trovata morta nella cantina di casa a Boulder, Colorado; inizialmente vennero sospettati gli stessi genitori e il fratello ma non è mai stato trovato il colpevole. Il caso attirò a lungo l'attenzione dei massmedia tanto che, da parte dei familiari della vittima e non solo, sono state intentate diverse cause per diffamazione contro gli organi d'informazione.

## L'omicidio
JonBenét Patricia Ramsey nacque ad Atlanta, Georgia il 6 agosto 1990 e quando aveva nove mesi la sua famiglia si trasferì a Boulder, Colorado. Il padre John Bennett Ramsey era un ricco uomo d'affari di successo e la madre si chiamava Patricia Ann "Patsy" Paugh e fu una reginetta di bellezza da giovane, facendo partecipare la figlia ad analoghi concorsi di bellezza. Nel 1996, Patsy Ramsey era stata dichiarata in remissione da un carcinoma dell’ovaio che l’aveva colpita nel 1993, e a causa del quale si spegnerà dieci anni dopo la morte della figlia, nel 2006.

La sera di Natale del 1996 la famiglia Ramsey tornò a casa verso le 22:00 e i bambini vennero messi a letto mentre i genitori preparavano i bagagli in vista della partenza programmata per il giorno successivo. In seguito, alcuni vicini testimonieranno di aver sentito l'urlo di un bambino la notte tra il 25 e il 26, ma i familiari dichiareranno di non aver notato nulla di strano che suggerisse la presenza di un intruso in casa. La madre dichiarerà di aver avuto certezza della sparizione della figlia la mattina del 26 dicembre quando, attorno alle 5:30 del mattino rinvenne sulle scale di servizio che conducevano alla cucina, la lettera lasciata dai rapitori che chiedevano il pagamento di 118000 $ per il rilascio della bambina. In seguito fu accertato che i fogli della lettera provenivano da un quaderno appartenente alla stessa madre. La lettera del riscatto conteneva il seguente testo:
You will withdraw $118,000.00 from your account. $100,000 will be in $100 bills and the remaining $18,000 in $20 bills. Make sure that you bring an adequate size attache to the bank. When you get home you will put the money in a brown paper bag. I will call you between 8 and 10 am tomorrow to instruct you on delivery. The delivery will be exhausting so I advise you to be rested. If we monitor you getting the money early, we might call you early to arrange an earlier delivery of the money and hence a earlier delivery pick-up of your daughter.
Any deviation of my instructions will result in the immediate execution of your daughter. You will also be denied her remains for proper burial. The two gentlemen watching over your daughter do not particularly like you so I advise you not to provoke them. Speaking to anyone about your situation, such as Police, F.B.I., etc., will result in your daughter being beheaded. If we catch you talking to a stray dog, she dies. If you alert bank authorities, she dies. If the money is in any way marked or tampered with, she dies. You will be scanned for electronic devices and if any are found, she dies. You can try to deceive us but be warned that we are familiar with law enforcement countermeasures and tactics. You stand a 99% chance of killing your daughter if you try to out smart us. Follow our instructions and you stand a 100% chance of getting her back. You and your family are under constant scrutiny as well as the authorities. Don't try to grow a brain John. You are not the only fat cat around so don't think that killing will be difficult. Don't underestimate us John. Use that good southern common sense of yours. It is up to you now John!
Victory!
S.B.T.C»
Prelevi 118.000$ dal suo conto. 100.000 devono essere in banconote da 100 e gli altri 18.000 in banconote da 20. Si assicuri di portare alla banca una valigetta di dimensioni adeguate. Quando torna a casa metta i soldi in una busta di carta marrone. La chiamerò domattina tra le 8 e le 10 per darle le istruzioni per la consegna. La consegna sarà faticosa per cui le consiglio di essere riposato. Se vediamo che preleva i soldi prima, la chiamerò presto per accordarci su una consegna anticipata e quindi una riconsegna anticipata di sua figlia.
Ogni deviazione dalle mie istruzioni causerà l’immediata esecuzione di sua figlia. Non avrà nemmeno i suoi resti per una degna sepoltura. I due gentiluomini che la tengono in custodia non hanno una particolare simpatia per lei, per cui la avverto di non provocarli. Parlare a chiunque della sua situazione, come alla polizia, all’FBI ecc., avrà come risultato la decapitazione di sua figlia. Se la vediamo parlare anche con un cane, lei muore. Se lei avverte la banca, lei muore. Se i soldi sono in qualsiasi modo segnati o manomessi, lei muore. Può provare a imbrogliarci ma sappia che noi conosciamo molto bene le tattiche e le contromisure delle forze dell’ordine. Ha il 99% di possibilità di far uccidere sua figlia se tenta di fregarci. Segua le nostre istruzioni e avrà il 100% di possibilità di riaverla.
Lei e la sua famiglia siete sotto controllo costante, così come le autorità. Non tentare di fare il furbo, John. Non sei l’unico riccastro dei dintorni, per cui non pensare che per noi uccidere sia difficile. Non ci sottovalutare, John. Usa quel tuo buon senso del Sud. Adesso dipende da te John!
Vittoria!
S.B.T.C»
Alle 5:52 la madre chiamò il 911 per denunciare il rapimento. Gli inquirenti appurarono che la somma richiesta dai presunti rapitori ammontava all'esatto valore di un bonus che John Ramsey aveva ricevuto quale gratifica natalizia dall'azienda di cui era presidente. Nonostante la lettera imponesse ai familiari di non avvisare nessuno, la madre telefonò immediatamente alla polizia, a parenti e amici. La polizia locale condusse una ricerca sommaria all'interno e all'esterno della casa, senza trovare segni evidenti di intrusione o di effrazione. Il padre prese accordi per prelevare il denaro.
Attorno alle ore 13:00 circa, la detective della polizia di Boulder Linda Arndt chiese a Fleet White, un amico dei Ramsey, di accompagnare John Ramsey a ispezionare la casa per controllare se ci fosse "qualcosa di insolito". John Ramsey e due dei suoi amici iniziarono la ricerca nel seminterrato, dove Ramsey ritrovò il corpo della figlia. Nel palmo della sua mano sinistra era stato disegnato un cuoricino usando un pennarello rosso (non è mai stato appurato se quel disegno fosse stato fatto dall'assassino). Del nastro adesivo le copriva la bocca (in sede di autopsia fu rilevato che era stato con ogni probabilità posizionato post-mortem). Il collo e i polsi erano legati con una corda di nylon, stranamente lasciata molto allentata. Il manico rotto di un pennello lungo 10 cm appartenente a Patsy Ramsey era stato usato per avvolgervi attorno un capo della corda di nylon per formare una garrota.
In preda al panico, John Ramsey rimosse il nastro adesivo dalla bocca della figlia e trasportò immediatamente il corpo al piano superiore, dove nonostante l'evidente rigor mortis fu fatto un tentativo di rianimazione. Uno dei detective spostò ancora il corpo, poggiandolo sul pavimento. John lo coprì con una coperta. Solo alle 13:50 la casa fu dichiarata scena del crimine e posta sotto sequestro. Alle ore 20:00 il medico legale effettuò un primo esame sul posto e alle 20:45 il corpo fu portato all'obitorio. L'autopsia venne svolta il giorno successivo. Il rinvenimento avvenne quasi otto ore dopo la denuncia di scomparsa. Molti criticano l'indagine sostenendo che i funzionari avevano permesso un andirivieni di familiari e amici sulla scena del delitto, cancellando e alterando le prove e che non avevano tentato di raccoglierle prima e dopo il rinvenimento del corpo di JonBenét, forse perché i loro sospetti erano stati immediatamente rivolti ai Ramsey. Alcuni titolari di questa inchiesta iniziarono a riferire tali sospetti ai media locali, che il 1º gennaio riportavano la notizia che il procuratore distrettuale pensava di non sbagliare quando evidenziava il fatto che il corpo della bimba fosse stato ritrovato in casa sua fosse un indizio molto forte.
Gli inquirenti notarono che le lenzuola del letto di JonBenét erano bagnate; numerosi testimoni confermarono che la bambina (all'epoca di 6 anni) soffriva di enuresi notturna, disturbo generalmente collegato a una situazione di ansia e/o sofferenza, comprensibile in una bimba che, così piccola, riceveva fortissime pressioni a causa delle ambizioni dei genitori. Emersero inoltre indiscrezioni - mai del tutto verificate - in merito a una forte depressione che avrebbe colpito Patsy Ramsey, a causa del cancro per il quale si stava curando e dei disturbi connessi. La scena del crimine appariva quantomeno singolare, posto che in casa non era stato rubato nulla e non furono rilevati segni di scasso su porte o finestre, circostanze che indussero a ritenere molto probabile che il responsabile dell'omicidio dovesse essere ricercato tra i familiari della bambina. Lo scantinato dove fu rinvenuto il cadavere era un locale pressoché in disuso e la sua ubicazione era ignota persino all'ex domestica, la quale più volte sostenne che la casa era particolarmente difficile da percorrere per qualcuno che non fosse di famiglia, per la sua complessità e perché alcune modifiche inusuali erano state apportate dai Ramsey.
I risultati dell'autopsia rivelarono che JonBenét era morta per strangolamento e che presentava una massiccia frattura del cranio di circa 20 cm, causata da un corpo contundente smussato (non c'era lacerazione cutanea). La garrota con cui la bambina era stata strangolata era stata ricavata da un pezzo di corda tweed avvolta attorno al manico rotto di un pennello appartenente alla madre e lo strangolamento era avvenuto da dietro, come se l'assassino non avesse voluto guardare in faccia la vittima, il che suggeriva che si trattasse di qualcuno che la conosceva. Inoltre furono trovate delle abrasioni alla parte posteriore del dorso e alle gambe, che vennero attribuite al trascinamento del corpo. Il nastro adesivo con cui la bambina era stata imbavagliata appariva intonso, suggerendo che fosse stato applicato dopo la morte, dal momento che non vi erano tracce di saliva che lasciassero supporre il tentativo della vittima di strapparselo via e comunque tale reperto era stato manomesso dai primi soccorritori che, non appena rinvenuto il cadavere, l'avevano rimosso. La corda con cui i polsi della vittima erano stati legati era stata stretta approssimativamente e lasciando abbastanza spazio alle braccia per muoversi liberamente. Inoltre, non c'era alcuna prova di stupro "convenzionale", anche se la violenza sessuale non poteva essere esclusa poiché vi erano segni ambigui che avrebbero potuto essere stati provocati anche da manovre di pulizia effettuate in modo rude, dopo che la bambina aveva bagnato il letto per l'ennesima volta.
La causa ufficiale della morte era avvenuta per asfissia causata dallo strangolamento e associata a un trauma cranico cerebrale. Le setole del pennello vennero ritrovate in una vasca in cui Patsy Ramsey teneva degli strumenti per dipingere, ma la parte bassa dello strumento non fu mai rinvenuta, nonostante la ricerca in tutta la casa dalle forze dell'ordine nei giorni successivi al delitto. Gli esperti confermarono che la costruzione della garrota aveva richiesto conoscenze specifiche sulla formazione dei nodi. L'autopsia rivelò inoltre che JonBenét aveva mangiato ananas una o due ore prima di essere uccisa, anche se i genitori sostennero che la bambina era già addormentata quando la famiglia aveva fatto ritorno a casa attorno alle 22:00 e che durante la cena cui avevano partecipato non erano stati serviti piatti a base di ananas.
Foto della casa, scattate il giorno in cui fu ritrovato il corpo di JonBenét, mostrano sul tavolo della cucina una ciotola contenente ananas con dentro un cucchiaio, sul quale la polizia affermò di avere rilevato le impronte di Burke, il fratello all'epoca di nove anni, e di Patsy. Tuttavia sia Patsy che John dissero di non ricordarsi di aver messo la ciotola sul tavolo, né di avere dato da mangiare dell'ananas a JonBenét; inoltre sostennero fermamente che Burke aveva dormito tutto il tempo, svegliandosi diverse ore dopo l'arrivo della polizia. Alcune fonti riferirono che non vi erano impronte nei terreni innevati circostanti la casa, ma alcuni giornalisti scoprirono che la neve intorno alle porte della casa era stata spazzata via ed in ogni caso tale elemento si sarebbe rivelato di scarsa utilità, posto l'arrivo a casa Ramsey, fin dalle prime ore del mattino, di numerosi amici e parenti, che si erano mossi in casa e nelle immediate vicinanze. La polizia non riportò segni di effrazione, anche se una finestra del seminterrato, rotta prima di Natale, non era stata sistemata né protetta e alcune porte erano aperte, circostanze che vennero diffuse solo un anno dopo.
I funerali di JonBenét Ramsey si svolsero il 31 dicembre, presso la Peachtree Presbyterian Church ad Atlanta.

## Le indagini
Il 1º gennaio 1997, John e Patsy Ramsey concessero un'intervista esclusiva alla CNN. Durante la trasmissione, Patsy disse davanti agli spettatori e alle telecamere: «C'è un assassino a piede libero, non so chi sia, non so se è un lui o una lei, ma vorrei dire ai miei amici che risiedono a Boulder di tenersi ben stretti i loro bambini». Ma il giorno dopo, il sindaco di Boulder Leslie Durgin, tenne una conferenza stampa per respingere l'affermazione di Patsy Ramsey, dicendo: «La gente a Boulder non ha alcun motivo di temere che ci sia qualcuno che si aggiri per le strade in cerca di bambini da uccidere, come invece hanno affermato alcune persone, Boulder è sicura, è sempre stata una comunità sicura e continua a essere una comunità sicura».
Il 13 ottobre 1999 il grand jury ritenne di avere prove a sufficienza per incriminare qualcuno, tuttavia il Procuratore Distrettuale di Boulder Alex Hunter, non firmò il mandato di arresto e gli atti vennero secretati. Il 31 agosto 2000, Patsy Ramsey si sfogò pubblicamente contro il Procuratore Distrettuale Alex Hunter gridandogli: «Se pensa che sia stata io, facciamo subito il processo e facciamola finita». Nel dicembre del 2003 gli investigatori forensi raccolsero da un campione di sangue misto trovato sulla biancheria intima di JonBenét abbastanza materiale da poter creare un profilo DNA.
Tale profilo appartiene a un individuo caucasico sconosciuto di sesso maschile. È stato inserito all'interno del Combined DNA Index System (CODIS), un database dell'FBI contenente più di 1,6 milioni di profili di DNA, soprattutto di criminali condannati; il campione non ha ancora trovato una corrispondenza. Successive indagini evidenziarono che nei mesi precedenti vi erano stati più di 100 furti con scasso nel quartiere dove risiedevano i Ramsey e che 38 criminali sessuali registrati vivevano entro due miglia (3 km) di raggio dalla casa, un'area che comprende metà della popolazione della cittadina di Boulder ma che nessuno di questi aveva alcun coinvolgimento nell'omicidio.

### L'ipotesi John Mark Karr
Il 15 agosto 2006 il quarantunenne John Mark Karr, insegnante di scuola elementare e padre di tre figli avuti dalla sua seconda ex moglie Lara Knutson, confessò sia la violenza sessuale che l'omicidio della bambina durante il processo a suo carico per pornografia infantile a Sonoma County, California. Le autorità lo avevano rintracciato attraverso Internet dopo che egli aveva fatto dozzine di telefonate e inviato circa 400 e-mail sul caso Ramsey a Michael Tracey, professore di giornalismo presso l'Università del Colorado, usando gli pseudonimi "D" e "Daxis". Una volta arrestato a Bangkok,Thailandia dalle autorità locali e statunitensi mentre si dirigeva in bicicletta presso la scuola elementare dove insegnava, confessò di essere stato presente nel momento in cui la bimba moriva, di averla drogata con dei barbiturici per violentarla e poi di averla strangolata, affermando che si era trattato di un incidente. «Amavo JonBenét e la sua morte fu accidentale», disse Karr davanti alle telecamere dei giornalisti mentre veniva scortato dalle autorità all'aeroporto di Bangkok.
Quando gli fu chiesto esplicitamente se fosse innocente, rispose: "No". Tuttavia, una volta estradato negli Stati Uniti e sottoposto agli esami dei fluidi corporei, si scoprì che il DNA di Karr non coincideva con quello trovato sul corpo della vittima. Il 28 agosto 2006, il Procuratore Distrettuale della Contea di Boulder Mary Lacy, annunciò che non sarebbe stata presentata alcuna accusa a suo carico per l'omicidio. Karr venne allora trasferito in California per affrontare cinque capi d'accusa per pornografia infantile risalenti al 2001. Agli inizi di dicembre 2002, comunque, i funzionari del Dipartimento della sicurezza interna riferirono che gli investigatori federali stavano continuando a controllare una sua possibile complicità nel delitto ma nessuna prova è mai venuta alla luce contro Karr.
La seconda ex moglie Lara Knutson e i due fratelli di Karr, Michael e Nate, affermarono che John non poteva essere l'assassino, avendo trascorso le vacanze di Natale del 1996 in loro compagnia. Indizi che lo collegano all'omicidio sono molto circostanziali. Per esempio la grafia di Karr è stata giudicata particolarmente affine alla scrittura della richiesta di riscatto, il suo modo di scrivere le lettere E, T e M è stato reputato molto raro. Il 7 luglio 2007, Karr fu nuovamente arrestato dalla polizia a Sandy Springs, Georgia, con l'accusa di violenza domestica nei confronti della sua fidanzata ventiduenne Brooke Simmons; in quell'occasione Karr aggredì anche suo padre Wexford di 86 anni quando questi cercò di chiamare la polizia. Karr ottenne il rilascio pagando una cauzione di 3.000 dollari. Successivamente le accuse contro di lui furono ritirate, perché la sua fidanzata sostenne che si era trattato solo di un banale litigio e davanti ai giornalisti disse: «Non è un uomo violento, io non sono una vittima, tutto questo è successo solo a causa della sua notorietà».
Karr, che evitò la galera a patto che frequentasse 24 settimane di counseling sulla violenza domestica, si limitò a dire che avrebbe continuato a vivere con suo padre perché gli voleva bene. A seguito di questi avvenimenti, Karr iniziò ad assumere nel 2010 ormoni femminili per femminilizzare il proprio corpo e divenire così una donna transgender. Cambiò legalmente il suo nome diventando Alexis Valoran Reich. Di lei si sono perse le tracce.

### La posizione dei Ramsey
Il 9 luglio 2008 l'ufficio del procuratore distrettuale di Boulder annunciò che, a seguito dei campioni di DNA e delle tecniche di prova di nuova concezione, i membri della famiglia Ramsey non erano più considerati sospetti nel caso. Una lettera ufficiale di scuse venne consegnata a John Ramsey dal Procuratore Distrettuale della Contea Mary Lacy. Nel gennaio 2009, Stan Garnett, il nuovo procuratore, dichiarò di voler guardare il caso con occhi nuovi. Il 2 febbraio 2009 il capo della polizia annunciò che Mark Beckner Garnett avrebbe assunto il caso e che la sua squadra avrebbe ripreso a indagare sull'omicidio. «Alcuni casi non vengono mai risolti, ma alcuni sì», ha detto Beckner. «E non si può rinunciare».
Esperti, media e genitori hanno sostenuto negli anni diverse ipotesi, al limite della speculazione. Per molto tempo la polizia locale sostenne l'ipotesi che la madre della vittima, in un impeto di rabbia dopo che la bimba aveva bagnato nuovamente il letto, l'avesse ferita gravemente la notte stessa e l'avesse poi uccisa per collera o per coprire la lesione originaria. Nel novembre 1997 gli esperti grafologi annunciarono che era stata Patsy Ramsey, molto probabilmente, a scrivere la richiesta di riscatto. Secondo una relazione del Colorado Bureau of Investigation «Ci sono indicazioni che l'autore della richiesta di riscatto sia Patricia Ramsey, ma non dimostrano definitivamente questa ipotesi».
Un'altra ipotesi è che John Ramsey avesse abusato sessualmente di sua figlia uccidendola per coprire il misfatto. Il figlio Burke, che aveva nove anni al momento della morte di JonBenét, entrò nell'inchiesta sia come testimone che come presunto assassino e gli fu chiesto di testimoniare in udienza davanti al Grand Jury. Nel 1999 il governatore del Colorado, Bill Owens, chiese ai genitori di JonBenét Ramsey di «smettere di nascondersi dietro i loro avvocati, smettere di nascondersi dietro la loro società di pubbliche relazioni». I sospetti della polizia erano concentrati quasi esclusivamente sui membri della famiglia Ramsey, anche se i genitori della bambina non avevano precedenti penali. I Ramseys hanno sempre affermato che il reato era stato commesso da un intruso. Assunsero John E. Douglas, ex capo della Unità di Scienze Comportamentali dell'FBI, per esaminare il caso. Douglas concluse che il crimine era stato molto probabilmente un rapimento andato male, e che non erano coinvolti membri della famiglia Ramsey nell'omicidio. Le sue argomentazioni battevano sui seguenti punti:
- Nessuna prova fisica collegava John e Patsy all'omicidio, e prove fisiche trovate vicino al corpo di JonBenét suggerivano la presenza di una persona non identificata in casa Ramsey;
- Non c'era alcun motivo plausibile perché i Ramsey uccidessero la figlia. Douglas considerò l'ipotesi della rabbia perché la bambina aveva bagnato il letto come assurda poiché senza precedenti e in contrasto con il comportamento tenuto sempre da Patsy;
- Non vi erano indizi di abuso fisico, negligenza, molestie sessuali, o disturbi di personalità gravi in casa Ramsey prima del delitto, comportamenti normalmente associati con la maggior parte dei casi di bambini uccisi dai genitori;
- Il comportamento di John e Patsy Ramsey dopo il delitto era in linea con i genitori di altri bambini uccisi e non era coerente con casi noti di genitori che hanno ucciso i loro figli.

Notando che una grande percentuale di omicidi infantili sono commessi dai genitori e dalla famiglia della vittima, Douglas non incolpò gli investigatori per questo abbaglio; tuttavia criticò le autorità di Boulder per l'indagine profondamente sbagliata, a partire dal non aver chiuso e preservato la scena del crimine, ulteriormente ostacolata da influenze politiche e il rifiuto di chiedere un aiuto esterno di maggior peso ed esperienza. Fino ad allora la polizia di Boulder aveva in genere gestito uno o due omicidi all'anno e aveva poca esperienza. Douglas concluse che era ormai improbabile che qualcuno potesse risolvere il caso.
Lo scenario più probabile sulla base delle prove era che JonBenét fosse stata uccisa da un giovane inesperto (ad esempio, la probabile penetrazione digitale della vagina della bimba era in linea con gli altri reati a sfondo sessuale perpetrati da giovani animati da una curiosità immatura sull'anatomia femminile), sessualmente ossessionato dalla bimba e/o desideroso di estorcere denaro alla sua famiglia benestante. Douglas respinse le ipotesi che Patsy avesse scritto la richiesta di riscatto, sostenendo che essa era stata scritta prima del delitto. Per sua esperienza affermava che sarebbe praticamente impossibile per chiunque rimanere composto abbastanza da scrivere una lettera dettagliata nel periodo immediatamente successivo a un omicidio. Inoltre, per sostenere la sua ipotesi che la nota è stata scritta prima dell'omicidio, Douglas sostenne che essa era farcita da frasi prese in prestito da film come Ransom - Il riscatto (1996) e Speed (1994), che, ipotizzava, avrebbero ispirato l'autore del reato.
Lou Smit, un detective esperto che aiutò le autorità di Boulder all'inizio del 1997, in origine sospettò i genitori, ma dopo aver valutato tutti gli elementi che erano stati raccolti, concluse che un intruso aveva commesso il reato. Douglas apprezzò la scoperta di Smit circa le foto dell'autopsia: quella che sembrava essere la prova precedentemente trascurata di una pistola di stordimento usata per bloccare JonBenét. Anche se non era più un investigatore ufficiale del caso, Smit continuò a lavorare su di esso fino alla sua morte nel 2010. Stephen Singular, giornalista investigativo e autore del libro Presumed Guilty: An Investigation Into the JonBenét Ramsey Case, the Media, and the Culture of Pornography, suggeriva l'esistenza di un collegamento fra l'omicidio e l'industria della pornografia infantile. Facendo riferimento a consultazioni con specialisti di cyber-crimine sostenne che JonBenét, a causa della sua esperienza nei concorsi di bellezza, era il prototipo perfetto del bambino che potrebbe essere trascinato nel mondo della pornografia infantile ed era un candidato naturale ad attirare l'attenzione dei pedofili.
A causa delle prove contraddittorie, il Grand Jury non è riuscito a incriminare i Ramsey o chiunque altro per l'omicidio di JonBenét. Non molto tempo dopo l'omicidio, i genitori si trasferirono in una nuova casa ad Atlanta. Due dei principali ricercatori coinvolti nel caso si dimisero, uno perché era convinto che l'inchiesta era viziata dal fatto di aver trascurato l'ipotesi intruso, e l'altro perché credeva che l'inchiesta non era riuscita a perseguire con successo i Ramsey. Tuttora gli investigatori stanno cercando di identificare un possibile sospetto.
Patricia "Patsy" Ramsey morì di cancro alle ovaie il 24 giugno 2006 all'età di 49 anni ad Atlanta nella casa di suo padre, Donald Ray Paugh e con il marito John Ramsey al suo fianco. Il suo avvocato, L. Lin Wood, disse ai giornalisti che la donna lottò per la sua vita fino alla fine, solo per poter vedere l'assassino di sua figlia in manette e aggiunse: «Penso che la gente si ricorderà di Patsy come colei che fu falsamente accusata di aver ucciso la propria figlia, quando dovrebbe invece essere ricordata per essere stata una madre incredibilmente amorevole, una moglie meravigliosa e una persona che ha dimostrato un grande coraggio nel combattere una malattia come il cancro». I suoi funerali si sono svolti il 29 giugno presso la Roswell United Methodist Church a Roswell. È sepolta al cimitero St. James Episcopal di Marietta in Georgia, accanto a sua figlia. C'è chi crede ancora oggi che Patsy sia l'unica vera colpevole in tutta questa vicenda. John Ramsey si è risposato con Jan Rousseaux il 21 luglio 2011.

## Sviluppi successivi
Il caso non venne mai risolto. La polizia del Colorado aveva seguito inizialmente la pista (poi rivelatasi sbagliata) della colpevolezza dei genitori della bimba che erano stati poi scagionati. Un'ipotesi investigativa fu anche la possibilità che l'assassino fosse il fratello, geloso delle attenzioni che la sorellina minore riceveva grazie alla sua bellezza. Prove e indizi emersi in un secondo tempo giustificherebbero anche la teoria di un intruso; il tempo perduto seguendo la pista (forse) sbagliata aveva reso poi più difficile mettersi sulle tracce di un assassino alternativo. I genitori della bambina negli anni successivi all'omicidio hanno partecipato a numerosi talk show dove hanno professato la loro innocenza. Nel 2000 hanno scritto anche un libro dove dichiarano la loro estraneità ai fatti.
Nell'ottobre 2010, il caso è stato riaperto a seguito di una nuova indagine condotta da un comitato che comprendeva investigatori sia statali che federali. Il 27 gennaio 2013 venne rivelato che nel 1999 un Gran Jury del Colorado aveva raccolto prove sufficienti per incriminare John e Patricia Ramsey con l'accusa di abuso di minore che avrebbe provocato la morte della bambina: tuttavia, l'allora Procuratore Distrettuale Alex Hunter decise di non firmare l'atto d'accusa, sostenendo che le prove erano insufficienti.
Nel settembre 2013, il giornalista del Daily Camera Charlie Brennan, assieme al Comitato dei Cronisti per la Libertà di Stampa, hanno intentato una causa per costringere il Procuratore Distrettuale Stan Garnett a rendere pubblici gli atti d'accusa del 1999. A metà ottobre, il giudice Robert Lowenbach ha stabilito che tali atti devono essere di pubblico dominio. Il 25 ottobre 2013, i documenti del tribunale precedentemente secretati sono stati resi pubblici.

In quei documenti, si legge quanto segue:
I documenti dell'accusa non indicano chi abbia ucciso la piccola JonBenét. Gli atti non accusano direttamente i Ramsey di aver ucciso la loro figlia, ma di averla messa consapevolmente in una situazione di pericolo che l'ha portata alla morte. Avrebbero inoltre aiutato o facilitato l'assassino, il quale non è mai stato assicurato alla giustizia.
In un libro pubblicato nel 2014, l'autore John A. Cameron ha affermato che a uccidere la piccola JonBenét sarebbe stato il serial killer Edward Wayne Edwards (Akron, 14 giugno 1933 - Columbus, 7 aprile 2011), arrestato nel 2009 e condannato alla pena capitale nel marzo 2011 per aver ucciso almeno cinque persone tra il 1977 e il 1996. È deceduto un mese dopo la sua condanna all'età di 77 anni per cause naturali presso il Corrections Medical Center. Il 10 gennaio 2019 Gary Oliva, pedofilo condannato, scrive dal carcere una lettera a un amico nella quale ammette di aver ucciso JonBenét Ramsey, definendo l'omicidio un incidente.

## Controversie
- L. Lin Wood è l'avvocato che, da sempre, ha rappresentato e fornito assistenza legale alla famiglia Ramsey[46] e che, nel corso degli anni successivi all'omicidio, ha citato in giudizio riviste, giornali e canali televisivi come St. Martin's Press, Time Inc., Fox News Channel, American Media, Inc., Star, The Globe, Court TV e New York Post, tutti accusati di diffamazione nei confronti dei suoi clienti.
- John e Patsy Ramsey sono stati a loro volta citati in giudizio in due cause distinte per diffamazione, a seguito della pubblicazione del loro libro The Death of Innocence (La morte dell'innocenza); le denunce sono state presentate da due persone che in quel libro venivano citate perché sospettate di aver commesso l'omicidio di JonBenét. I Ramsey erano difesi in quelle cause da L. Lin Wood e da altri tre avvocati di Atlanta, James C. Rawls, Eric P. Schroeder e S. Derek Bauer. John e Patsy Ramsey vinsero entrambe le cause poiché il giudice della Corte Distrettuale, Julie Carnes, arrivò alla conclusione che ci fossero "prove abbondanti" che l'omicidio di JonBenét sia stato commesso da un intruso.[47]
- Nel novembre 2006 Westmoreland, un amico di John Ramsey, ha intentato una causa per diffamazione contro Keith Greer,[48] il quale aveva postato un messaggio su un forum di Internet (utilizzando lo pseudonimo di "undertheradar"), dove Greer accusava Westmoreland di aver partecipato al rapimento e all'omicidio della bambina.[49] Greer ha difeso la sua dichiarazione.[50]